# Сонячное (Запорожская область)
Сонячное (укр. Сонячне, до 2025 года — Общее) — село, Вольнянский сельский совет, Ореховский район, Запорожская область, Украина.
Код КОАТУУ — 2323981003. Население по переписи 2001 года составляло 273 человека.

## Географическое положение
Село Общее находится на расстоянии в 1 км от села Вольнянка и в 1,5 км от села Мировка (Новониколаевский район).
По селу протекает пересыхающий ручей с запрудой.

## История
- 1920 год — дата основания.